# Арбуэ
Арбуэ́ (фр. Harbouey) — коммуна во французском департаменте Мёрт и Мозель региона Лотарингия. Относится к  кантону Бламон.	

## География
Арбуэ расположен в 55 км к востоку от Нанси. Соседние коммуны: Фремонвиль на севере, Сире-сюр-Везуз на востоке, Нониньи и Монтрё на юге, Алловиль на юго-западе, Барба на западе, Бламон на северо-западе.

## История
- Название коммуны произошло от слова «дерево» на лотарингском диалекте.
- Деревня была до XVIII века французским анклавом на территории герцогства Лотарингия.
- В XVII—XVIII веках Арбуэ был известен своим фаянсом.
- Во время Первой мировой войны Арбуэ сильно пострадал.

## Демография
Население коммуны на 2010 год составляло 106 человек.
| 1962 | 1968 | 1975 | 1982 | 1990 | 1999 | 2010 |
| ---- | ---- | ---- | ---- | ---- | ---- | ---- |
| 190  | 171  | 139  | 112  | 100  | 94   | 106  |